# Vladimir Denisov
Vladimir Denisov (n. 22 mai 1947, Gorki, RSFS Rusă, URSS) este un scrimer ce a reprezentat Uniunea Republicilor Sovietice Socialiste, medaliat olimpic. A participat la 2 ediții ale Jocurilor Olimpice (1972, 1976) în care a câștigat o medalie de argint.